# An Gead Loch
An Gead Loch är en sjö i Storbritannien.   Den ligger i kommunen Highland och riksdelen Skottland, i den nordvästra delen av landet, 700 km nordväst om huvudstaden London. An Gead Loch ligger 253 meter över havet. Arean är 0,28 kvadratkilometer.Omgivningarna runt An Gead Loch är i huvudsak ett öppet busklandskap. Den sträcker sig 0,9 kilometer i nord-sydlig riktning, och 0,9 kilometer i öst-västlig riktning.